# تلمبة كلانتري (مشيز بردسير)
تلمبة کلانتري (بالإنجليزية: Tolombeh-ye Kalantari)‏ هي مستوطنة تقع في إيران في كرمان.